# Chepang jezici
Chepang jezici skupina od (3), prije (4) jezika iz Nepala, koja čini dio šire skupine Kham-Magar-Chepang-Sunwari. Predstavnici su: bujhyal ili zapadni chepang [byh], 3.900 (2005 D. Regmi); chepang ili tsepang [cdm], 36.800 (2001 popis); i wayu ili hayu [vay], 1,740 (2001 popis).
Donedavno je u njih uključivan i gotovo izumrli jezik kusunda iz distrikata Pyuthan, Dang i Tanahun.

## Vanjske poveznice
- Ethnologue (14th)